# Campionati del mondo di mountain bike 2012 - Four-cross maschile
Il Four-cross Uomini dei Campionati del mondo di mountain bike 2012 si è svolto il 31 agosto 2012 a Leogang, in Austria. La gara è stata vinta dallo svizzero Roger Rinderknecht.

## Classifica (Top 10)
| Pos. | Corridore          | Squadra       |
| ---- | ------------------ | ------------- |
| 1    | Roger Rinderknecht | Svizzera      |
| 2    | Michael Měchura    | Rep. Ceca     |
| 3    | Tomáš Slavík       | Rep. Ceca     |
| 4    | David Graf         | Svizzera      |
| 5    | Michal Prokop      | Rep. Ceca     |
| 6    | Lukáš Měchura      | Rep. Ceca     |
| 7    | Graeme Mudd        | Australia     |
| 8    | Benedikt Last      | Germania      |
| 9    | Scott Beaumont     | Gran Bretagna |
| 10   | Kamil Tatarkovič   | Rep. Ceca     |